# Velký Horšín
Velký Horšín (německy Grossgorschin či Gross Gorschin) je zaniklá vesnice na území obce Rybník, v k. ú. Velký Horšín v okrese Domažlice v Plzeňském kraji. Vesnice stála po pravém břehu bezejmenného potoka, pravostranného přítoku Radbuzy, dva kilometry severně od obce Rybník.
Velký Horšín je také název katastrálního území o rozloze 2,59 km².

## Historie
Na základě archeologických nálezů v roce 1986 bylo zde zjištěno slovanské sídliště z období 10.–11. století. Ves je však mladší, první písemná zmínka o vesnici pochází z roku 1579, kdy je uváděn jako Horšín, až v 17. století jsou rozlišovány Velký a Malý Horšín. Poprvé je vesnice zmiňována při hraničních sporech mezi Chody a přimdskými Švamberky. Není však jasné, zda byla založena Švamberky nebo mutěnínskými Vidršpergáry. V roce 1644 byly při dělení vidršperglárovského panství odděleně uváděny jako Velký a Malý Horšín. Obyvatelé chodili do kostela svatého Bartoloměje v Mutěníně a jejich jména se uvádějí v matrikách, které začínají rokem 1654.
Děti také zpočátku chodily do školy v Mutěníně, poté od roku 1789 do Rybníku. Ve Velkém Horšíně se nacházela stanice vojenského kordonu, který v letech 1772 až 1822 sloužil k ostraze hranic.
Po druhé světové válce postihl vesnici odsun německého obyvatelstva, ovšem po válce došlo k částečnému dosídlení a řada domů byla obydlených až do 60. let 20. století. Část vesnice se v ruinách částečně dochovala. Podezdívky usedlostí a propadlé sklepy se rozkládají po obou stranách bývalé návsi a území je využíváno jako pastviny.

## Obyvatelstvo
Sommerova topografie z roku 1839 popisuje ve vsi 12 domů a 90 obyvatel.
Při sčítání lidu v roce 1921 žilo ve Velkém Horšíně 97 obyvatel, všichni německé národnosti. Všichni obyvatelé se hlásili k římskokatolické církvi. Kromě toho žilo v Malém Horšíně dalších 51 obyvatel.
| Rok            | 1869 | 1880 | 1890 | 1900 | 1910 | 1921 | 1930 | 1950 | 1961 | 1970 | 1980 | 1991 | 2001 | 2011 |
| -------------- | ---- | ---- | ---- | ---- | ---- | ---- | ---- | ---- | ---- | ---- | ---- | ---- | ---- | ---- |
| Počet obyvatel | 88   | 82   | 80   | 80   | 103  | 97   | 81   | 13   | 9    | –    | –    | –    | –    | –    |
| Počet domů     | 13   | 13   | 13   | 13   | 13   | 13   | 14   | 11   | –    | –    | –    | –    | –    | –    |